# Ignacio Ramos Praslow
Ignacio Ramos Praslow (Culiacán, Sinaloa, 1 de febrero de 1885 - 16 de mayo de 1978) fue un abogado, periodista, constitucionalista y político mexicano. Participó en los acontecimientos de la Revolución mexicana. Fue gobernador provisional del Estado de Jalisco de mayo a julio de 1920.

## Biografía
Realizó sus primeros estudios en su ciudad natal, posteriormente, se trasladó a Guadalajara en donde obtuvo el título de abogado. Durante la época del porfiriato  —en 1904—  fundó la organización laboral Liga de las Clases Productoras. Como artículista colaboró para los periódicos 1810 de Monterrey y Jalisco Nuevo de Guadalajara, sus publicaciones mostraron una clara oposición al régimen de Porfirio Díaz. Simpatizó con Francisco I. Madero; por tal motivo, fue acusado y procesado por rebelión.   
Tras los acontecimientos de la Decena Trágica de 1913, combatió al gobierno de Victoriano Huerta uniéndose a las fuerzas armadas del general Enrique Estrada. En el Ejército Constitucionalista fue nombrado coronel, dirigió al XXVI Regimiento de la División de Occidente.
En 1916, fue elegido diputado constituyente, paralelamente  —durante el gobierno de Venustiano Carranza—,  trabajó en el ministerio de Justicia. En 1920, Adolfo de la Huerta lo designó gobernador provisional del estado de Jalisco, ejerció el puesto del 12 mayo al 19 de julio de 1920.  Fue asesor presidencial de Álvaro Obregón. Ejerció su profesión en el departamento jurídico de la Secretaría de Hacienda y en la Afianzadora Hidalgo.
Fue galardonado con la Medalla Belisario Domínguez del Senado de la República en 1972, murió el 16 de mayo de 1978.